# Mariha
Mariha (* 13. September 1981 in Münster; eigentlich Eva Maria Meyer) ist eine deutsche Schauspielerin und Singer-Songwriterin.

## Leben
Sie veröffentlichte 2006 zusammen mit ihrer Band (Dominik Decker – später bei Marquess –, Gitarre; Christian Decker, Bass; Lars Mosel, Schlagzeug) ihr Debütalbum Elementary Seeking. Die Single Absolutely Entertaining wurde zum Titelsong des Til-Schweiger-Films Barfuss. Im Jahre 2007 nahm sie zusammen mit der Band Marquess den Titel Todo Bien, Mariha auf.
Seit 2009 ist sie beim Label Columbia Berlin unter Vertrag und veröffentlichte dort das Album Another Lover, in dem sie sich hauptsächlich mit zwischenmenschlichen Beziehungen beschäftigt. Das Album wurde u. a. von Ralf Christian Mayer produziert, der auch für Xavier Naidoo, Die Fantastischen Vier und Clueso arbeitete. Im selben Jahr bestritt sie im Juni/Juli das Vorprogramm zu Suzanne Vegas Deutschland-Tour.
Im Oktober 2021 veröffentlichte sie eine EP mit dem Titel Empört, die insgesamt fünf Titel umfasst.

## Diskografie
Singles
- Absolutely Entertaining (2005)
- It Hurts (2006)
- Further Deeper Closer (2006)
- Heart Keeps Beating (2009)
- Take the Long Way Home (2009)

Alben
- Elementary Seeking (2006)
- Elementary Seeking Revisited (Special Edition, 2006)
- Another Lover (2009)
- Empört (EP, 2021)